# Aleksandr Galimov
Aleksandr Saidgerejevitsj Galimov (Russisch: Александр Саидгереевич Галимов) (Jaroslavl, 2 mei 1985 – Moskou, 12 september 2011) was een Russische ijshockeyer, die onder contract stond bij het Russische Lokomotiv Jaroslavl en omkwam in de nasleep van de crash van Jak-Service-vlucht 9633. 
De professionele loopbaan van Galimov ving in 2004 aan bij Lokomotiv Jaroslavl, waar hij zijn hele carrière zou blijven. Hij kwam tot 341 competitiewedstrijden, waarin hij 64 goals en 126 punten scoorde. Galimov was lid van Russische onder twintig-ploeg die een zilveren medaille behaalde op de Wereldjeugdkampioenschappen IJshockey in 2005. Hij kwam later ook uit voor de Russische nationale ploeg.
Galimov kwam om het leven door het vliegtuigongeluk met de Jak-Service-vlucht 9633 op 7 september 2011. Hij kwam in in eerste instantie in kritieke toestand in het ziekenhuis terecht, 90 procent van zijn lichaam was verbrand door het ongeluk. Galimov overleed op 12 september 2011 alsnog aan zijn verwondingen.